# 클레어오
클레어오(Clairo, 1998년 8월 18일 ~ )는 미국의 싱어송라이터이다. 고등학교 시절부터 밴드캠프와 사운드클라우드에 커버곡과 본인의 음악을 업로드하며 음악활동을 시작했다. 이외로 유튜브 채널에도 음악과 단편영화를 업로드하곤 했다. 2017년, 싱글 "Pretty Girl"이 유튜브 상에서 바이럴 되면서 주목을 받기 시작했다. 2018년 5월 25일 데뷔 EP diary 001 을 발매했다.
2018년 5월 29일, 본인의 트위터에서 양성애자 커밍아웃을 했다. 2019년 8월 2일, 정규 데뷔 앨범 Immunity를 발매했다.

## 음반 목록

### 정규 앨범
- Immunity (2019)
- Sling (2021)
- Charm (2024)

### EP
- diary 001 (2018)